# Gobius ater
Gobius ater — вид риб з родини бичкових (Gobiidae). Морська субтропічна демерсальна риба.

## Характеристика
Їх вигляд є типовим для представників роду Бичок (Gobius). Серед особливостей можна відзначити наявність нечіткої темної плями на грудному плавці, а також будова променів цього плавця, подібна до бичків скельного (Gobius paganellus) і кругляша (Gobius cobitis). На першому спинному плавці є тонка світла облямівка.
Риба сягає 7,1 см довжиною.

## Ареал
Ареал охоплює західну частину Середземного моря від Балеарських островів і Ліонської затоки на заході до Ніцци та Сардинії на сході.

## Біологія та екологія
Живе на мілинах і в лагунах, серед морських рослин.